# Havnar Ungmannafelag
Havnar Ungmannafelag (Tórshavns Ungdomsforening) var en ungdomsforening i Tórshavn på Færøerne, stiftet på et møde i missionshuset i Tinghúsvegur i Tórshavn i november 1906. Nyholm Debess, Petur Alberg og Mads Andrias Winther inviterede til mødet.
Nyholm Debess var blevet inspireret til å stifte foreningen efter at have oplevet sammenholdet mellem norske ungde, mens han var i blikkenslagerlære i Bergen. Lidt før juletid 1907 kom Hans A. Djurhuus hjem til Færøerne fra Danmark og tog over fra Winther som den ledende skikkelse i foreningen.
Havnar Ungmannafelag havde et håndskrevet medlemsblad, Baldursbrá, hvor mange forskellige personer bidrog. Foreningen mødtes hver onsdag aften klokken ni, hvor man havde foredrag, diskussioner, sang og højtlæsning. Baldursbrá blev udgivet fra december 1906 og frem til marts 1912. Tilsammen blev der skrevet 104 blade, eller omkring 2 000 sider i A4-størrelse. Udgaverne af bladet bliver i dag opbevaret ved Færøernes Nationalbibliotek, men de 16 første blade er gået tabt.